# Castle Gurteen de la Poer

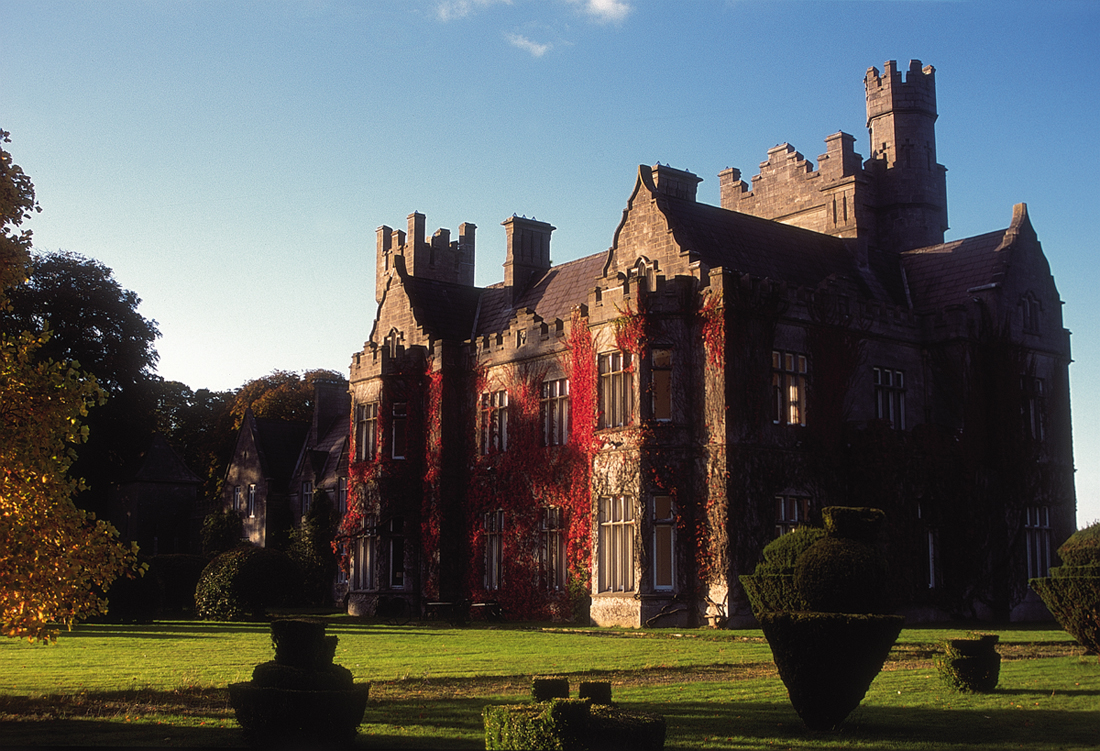
Castle Gurteen de la Poer

Das Castle Gurteen de la Poer (oder Castle Gurteen le Poer; irisch Caisleán an Ghoirtín Paorach) ist ein Landhaus im neu-elisabethanischen Stil bei Kilsheelan, etwa 8 km östlich von Clonmel im irischen County Waterford. Das Haus liegt am Südufer des Suir.
Das Anwesen gehörte den De la Poers, einer anglonormannischen Familie, deren Zugehörigkeit zur römisch-katholischen Kirche später zum Ausstoß aus der protestantischen, englischen Gesellschaft führte. Graf Edmund de la Poer, 18. Lord le Poer and Curraghmore, ein Malteserritter und Kammerherr von Papst Pius X., ließ mit dem Bau des heutigen Gebäudes 1863 beginnen. Es ersetzte ein früheres Haus, das seinerseits ein noch früheres Haus ersetzte.
Das große Adelshaus wurde von Samuel Ussher Roberts (1821–1900), Urenkel des bekannten Architekten John Roberts aus Waterford, entworfen. Der Baustil von Castle Gurteen de la Poer war möglicherweise durch den schottischen Architekten William Burn, der für den Bau einiger Landhäuser im Tudorstil in Großbritannien verantwortlich zeichnete, beeinflusst. Der Bau begann 1863 und wurde 1866 fertiggestellt. Nach Fertigstellung von Castle Gurteen de la Poer entwarf Samuel Ussher Roberts Kylemore Castle (heute Kylemore Abbey) im County Galway. Viele Details sind an beiden Landhäusern zu sehen und derselbe Baumeister, Thomas Carroll, arbeitete an beiden Häusern.

## Beschreibung
Die Eingangsfassade hat einen großen Turm mit quadratischem Grundriss und einer angebauten, vieleckigen Tourelle, die über einen Vorhof von mit zinnenbewehrten Mauern steht. Die Innenräume sind weitläufig und in der Mitte des Hauses befindet sich ein von oben belichteter Rittersaal mit Galerie, der durch einen Schirm aus gotischen Bögen geteilt wird, hinter dem sich eine Treppe befindet.

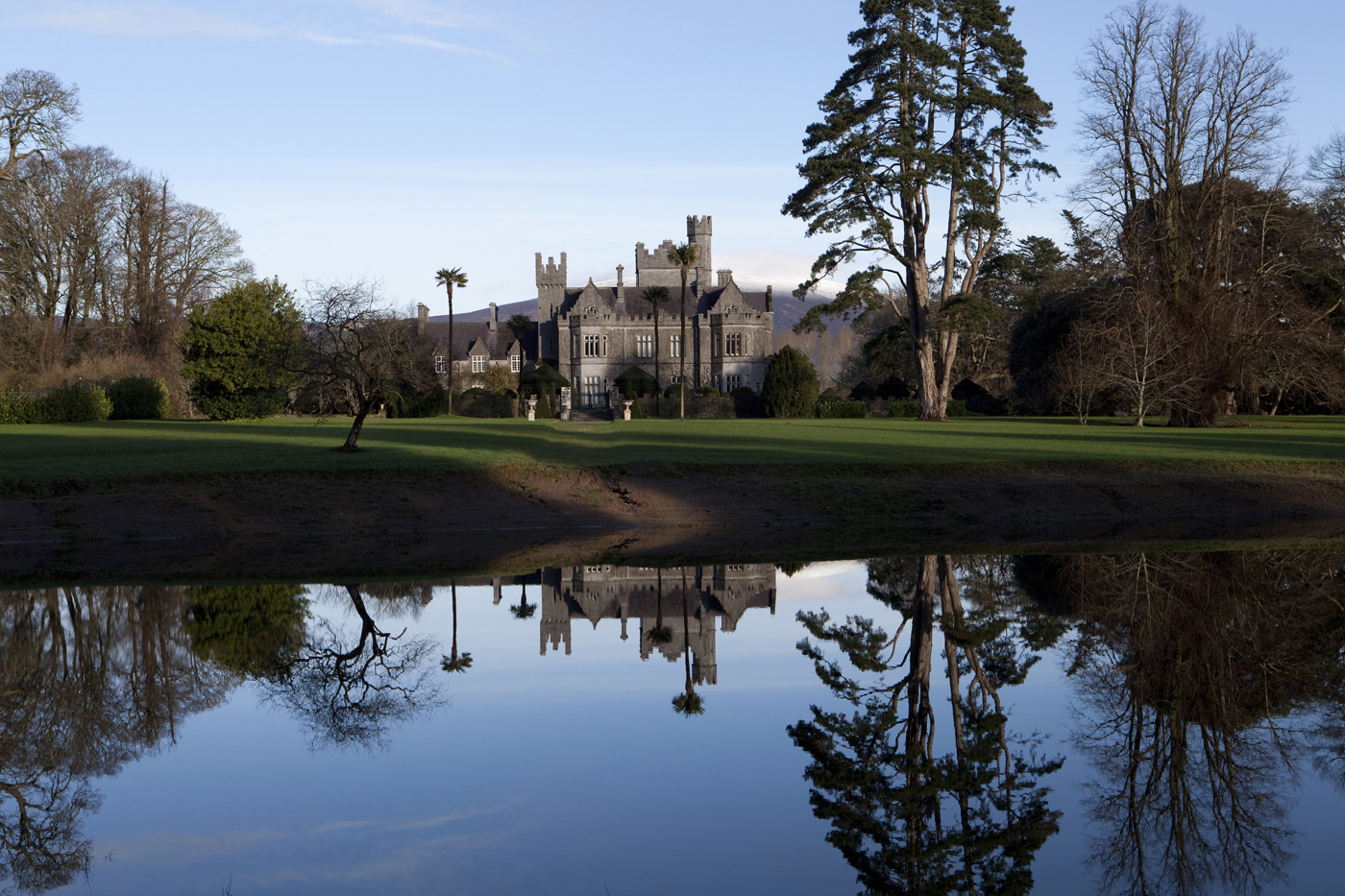
Castle Gurteen de la Poer im Winter 2015

Auf der Galerie im 1. Obergeschoss gibt es gleichartige Bögen; diese hat, wie das Treppenhaus, eine Balustrade aus Schmiedeeisen. Die mit Regalen ausgestattete Bibliothek hat rote Wände und der Salon und der Ballsaal öffnen sich entlang der Gartenfassade ineinander.
Das Speisezimmer auf der anderen Seite des Rittersaals ist in viktorianischem Adelsstil gehalten; es hat verlaufend rote Wände über einem Lambris von brauner Eichentäfelung. Der Kaminsims aus geschnitzter Eiche zeigt heraldische Engel, die ein Schild mit dem Familienwappen halten, und den Kopf eines Hubertushirschen – das Familienhelmkleinod – mit dem Geweih und dem Kruzifix oben auf dem Kaminsims.

## Geschichte
Die Familie De la Poer beansprucht die Abstammung von Sir Robert de Poer, der 1172 mit Strongbow nach Irland kam. Der englische König Heinrich II., der Robert de Poer in einer Charta die Stadt Waterford “mit der gesamten Provinz drum herum” zusprach, ernannte ihn zum Marschall von Irland.
Edmund de la Poer, 18. Lord le Poer and Curraghmore, (1841–1915), der 1863 den Bau von Castle Gurteen de la Pore beauftragte, wurde 1864 zum 1. Graf de la Poer (päpstlicher Adel) ernannt. Der Graf war 1879 High Sheriff des County Waterford, Kammerherr von Papst Pius IX. und 1909 Lord Lieutenant von Grafschaft und Stadt Waterford.
Sein zweitältester Sohn, John William Rivallon de la Poer, JP, 19. Baron und 2. Graf, (1882–1939) war 1913 High Sheriff des County Waterford. 1922 beanspruchte er die Baronie de la Poer and Curraghmore und das Committee of Privileges of the House of Lords entschied, dass der Anspruch mit der Ausnahme der Verwirkung durch John Power im Jahre 1691 gerechtfertigt sei.
Sein ältester Sohn, Edmond Robert Arnold de la Poer, 20. Baron und 3. Graf, folgte als 20. Baron le Poer and Curraghmore im Jahre 1939. Er verkaufte Castle Gurteen de la Poer 1979, behielt sich aber das Recht vor, im Westflügel des Landhauses zu wohnen. Er starb am 20. November 1995 im Alter von 84 Jahren.

## Gottfried Helnwein
Im Jahre 1998 kaufte der Künstler Gottfried Helnwein Castle Gurteen de la Poer und beauftragte Restaurierungsarbeiten an Landhaus und Gärten. Seit 2016 lebt er dort mit seiner Familie und arbeitet auch dort.
Seit Helnwein dort wohnt, waren eine Reihe von Gästen dort eingeladen. Dies waren auch etliche aus der Unterhaltungsindustrie, z. B. Sean Penn, Ben Kingsley, Marilyn Manson, Lisa Marie Presley, Priscilla Presley, Beck und andere. Gäste aus politischen Kreisen waren z. B. der Botschafter William S. Farish, die Vizepräsidentin des Deutschen Bundestages, Antje Vollmer, und der frühere Präsident der Seychellen, James R. Mancham.
Im Dezember 2005 heirateten Marilyn Manson und Dita von Teese in einer privaten Zeremonie in dem Landhaus. Im Dezember 2014 veröffentlichte die New York Times einen dreiseitigen Artikel über die Familie Helnwein auf Castle Gurteen de la Poer.